# Rezerwat przyrody Nietlickie Bagno
Rezerwat przyrody Nietlickie Bagno – faunistyczny rezerwat przyrody o powierzchni 1132,91 ha, położony w województwie warmińsko-mazurskim na terenie gmin Miłki (powiat giżycki) i Orzysz (powiat piski). Leży w obrębie Obszaru Chronionego Krajobrazu Krainy Wielkich Jezior Mazurskich oraz dwóch obszarów sieci Natura 2000 – ptasiego PLB280001 „Bagna Nietlickie” (4080,8 ha) oraz siedliskowego PLH280054 „Mazurskie Bagna”.

## Informacje ogólne
Rezerwat został ustanowiony w 2003 roku. Zajmuje powierzchnię 1132,91 ha, dodatkowe 1080,341 ha stanowi jego otulina. Większość powierzchni rezerwatu (1048,65 ha) leży na gruntach będących w zarządzie Nadleśnictwa Giżycko.
Celem ochrony jest zachowanie walorów krajobrazowych i przyrodniczych, rzadkich i chronionych gatunków roślin i zwierząt, przylegających do niego lasów i obszarów nieleśnych.
Bagna Nietlickie są jednym z nielicznych dużych obszarów bagiennych na Warmii i Mazurach, które przetrwały do naszych czasów. Jest to obecnie największe i najlepiej zachowane torfowisko niskie na tych terenach. Są położone na północnym krańcu ziemi piskiej między jeziorami Niegocin i Śniardwy, na terenie gmin Orzysz i Miłki.
W latach 2001–2003 udało się tam zbudować dwa progi piętrzące, co przywróciło właściwe stosunki wodne, a jego obszar stał się atrakcyjnym miejscem lęgu wielu gatunków ptaków oraz ważnym noclegowiskiem żurawia. Podczas gdy w 2003 roku notowano tu 2,5 tys. żurawi, to w roku 2005 stwierdzono co najmniej 4 tys. ptaków.
Rezerwat nie posiada planu ochrony, obowiązują w nim jednak zadania ochronne, na mocy których część obszaru rezerwatu (głównie grunty oznaczone w ewidencji gruntów jako łąki) podlega ochronie czynnej, a pozostała część ochronie ścisłej.

## Historia
W przeszłości obszar bagien był znacznie większy i rozciągał się między jeziorami Buwełno (na wschodzie) aż niemal po Jezioro Jagodne (na zachodzie). W części wschodniej bagien znajdowało się wówczas rozległe, zarastające jezioro Wąż. W połowie XIX w. przeprowadzono tu duże prace melioracyjne w ramach powiększania terenów rolniczych. W latach 1865–69 poziom wód jeziora uległ obniżeniu o 2 m. Prace melioracyjne prowadzono jeszcze wielokrotnie przed 1945, jak i po wojnie. Mimo to do dziś w formie bardzo naturalnej i mało zmienionej przetrwało ok. 550 ha torfowisk niskich. 
Zarówno znaczna powierzchnia, jak i naturalność decydują o wyjątkowym bogactwie florystycznym i faunistycznym tego terenu.

## Szata roślinna
Obszar rezerwatu stanowi rozległe torfowisko pokryte turzycowiskami, trzcinowiskami i innymi szuwarami z oczkami otwartej wody, na obrzeżach głównie z gęstymi łozowiskami, olszynami i brzezinami. W centralnej części znajdują się pozostałości zarośniętego jeziora Wąż.
W rezerwacie znajdują się stanowiska m.in. takich rzadkich, chronionych i zagrożonych gatunków roślin jak: brzoza niska, goździk pyszny, pełnik europejski, wierzba czarniawa, kukułka krwista, grzybienie białe, jeżogłówka różnolistna, dziewięciornik błotny.

## Zwierzęta
Występuje tu wiele rzadkich gatunków zwierząt:
- łoś
- bóbr
- wydra
- norka amerykańska
- lis
- borsuk
- jenot
- ropucha szara
- na obrzeżach torfowisk: rzekotka drzewna
- w przeszłości spotykano żółwie
- rzadkie motyle: przeplatka torfowa, czerwończyk nieparek, mieniak strużnik, tęczowiec
- wiele gatunków ważek, chrząszczy wodnych i innych zwierząt.

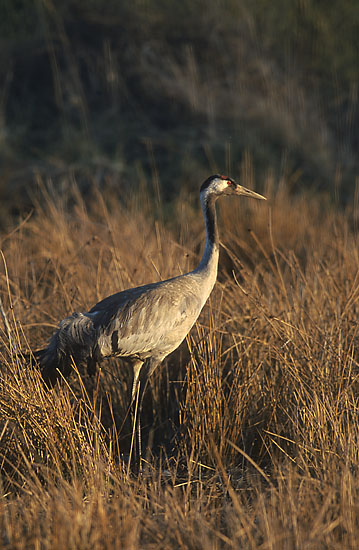
Żuraw

Teren ten szczególnie upodobały sobie ptaki. "Tylko ze względu na liczbę zatrzymujących się tu żurawi Nietlickie Bagna są terenem ważnym dla ptaków o znaczeniu międzynarodowym... Jest to największa w Polsce ostoja przelotnych i nielęgawych żurawi."
Pozostałe ptactwo:
- wiele gatunków dzikich kaczek oraz kureczek, derkaczy, błotniaków, rybitw czarnych
- prawie wszystkie krajowe gatunki wróblowców, jak np. słowiki szare, dziwonie, świerszczaki, strumieniówki, rokitniczki, brzęczki, potrzosy, trzciniaki, trzcinniczki
- myszołowy zwyczajne
- orły bieliki
- orlik krzykliwy
- błotniak łąkowyi błotniak stawowy
- kobuz
- bocian czarny i biały
- bąk
- trzmielojad
- pokrzewka jarzębata
- dzięcioł białogrzbiety

podczas wędrówek, zwłaszcza jesienią zatrzymują się tu:
- stada przelotnych czajek
- batalionów
- bekasów
- brodźców leśnych
- kwokaczy
- oraz wielogatunkowe stada dzikich kaczek (krzyżówki, cyranki, krakwy, głowienki, czernice).

Nietlickie Bagno, wraz z przylegającą okolicą, stanowiło ostoję cietrzewia. Według obserwacji przeprowadzonych przez Nadleśnictwo Giżycko, od 2012 roku nie stwierdzono tu obecności tego gatunku.
Spośród żyjących tu ssaków na szczególną uwagę zasługują: wydra (Lutra lutra), bóbr europejski (Castor fiber) i łoś (Alces alces).